# Lista de cerimônias do Annie Awards
Esta é uma lista de cerimônias do Annie Awards, a data da cerimônia, o ano do filme, seus apresentadores, o vencedor de Melhor Filme de Animação, além daquele que recebeu mais indicações.

## Locais
Os locais as cerimônias do Annie Awards foram:
- 1972: Sportsmen's Lodge, Studio City, Califórnia
- 1973–1987: Desconhecido
- 1988: Universal Studios Hitchcock Theater
- 1989-1991: Desconhecido
- 1992–1995: Academy of Television Arts and Sciences Plaza Theatre
- 1996–1997: Pasadena Civic Auditorium
- 1998–2007: Alex Theatre
- 2008–Presente: Royce Hall

## Cerimônias
- 1º – 1972 – apresentado por Grim Natwick
- 2º – 1973 - apresentado por Mel Blanc
- 3º – 1974 - apresentado por Roger Ebert
- 4º – 1975 - apresentado por Sherman Brothers
- 5º – 1976 - apresentado por Woody Allen
- 6º – 1977 - apresentado por Henry Gibson
- 7º – 1978 - apresentado por Jo Anne Worley
- 8º – 1979 - apresentado por Lily Tomlin e Richard Dawson
- 9º – 1980 - apresentado por Paul Winchell
- 10º – 1981 - apresentado por Casey Kasem
- 11º – 1982 - apresentado por Eartha Kitt
- 12º – 1983 - apresentado por Ken Sansom
- 13º – 1984 - apresentado por Phil Harris e Brock Peters
- 14º – 1985 - apresentado por David Ogden Stiers
- 15º – 1986 - apresentado por Michael J. Fox
- 16º – 1987 - apresentado por Steven Bednarski
- 17º – 1988 - apresentado por June Foray
- 18º – 1990 - apresentado por Robin Williams
- 19º – 1991 - apresentado por Christopher Plummer

| Cerimônias | Data                    | Local                     | Apresentador(es)                            | Melhor Filme                                   | Mais Prêmios                                                           |
| 20.ª       | 14 de Novembro de 1992  | ATAS Plaza Theatre        | George Carlin                               | Beauty and the Beast                           | N/A                                                                    |
| 21.ª       | 5 de Novembro de 1993   | ATAS Plaza Theatre        | E.G. Daily                                  | Aladdin                                        | N/A                                                                    |
| 22.ª       | 12 de Novembro de 1994  | ATAS Plaza Theatre        | Janice Kawaye                               | The Lion King                                  | The Lion King (3)                                                      |
| 23.ª       | 11 de Novembro de 1995  | ATAS Plaza Theatre        | Jim Cummings Corey Burton                   | Pocahontas                                     | Pocahontas (4)                                                         |
| 24.ª       | 10 de Novembro de 1996  | Pasadena Civic Auditorium | Leonard Maltin                              | Toy Story                                      | Toy Story (7)                                                          |
| 25.ª       | 16 de Novembro de 1997  | Pasadena Civic Auditorium | Gary Owens                                  | Cats Don't Dance                               | Hercules, The Simpsons (4 each)                                        |
| 26.ª       | 13 de Novembro de 1998  | Alex Theatre              | Jay Thomas                                  | Mulan                                          | Mulan (10)                                                             |
| 27.ª       | 6 de Novembro de 1999   | Alex Theatre              | Cathy Cavadini                              | The Iron Giant                                 | The Iron Giant (9)                                                     |
| 28.ª       | 11 de Novembro de 2000  | Alex Theatre              | Rob Paulsen Maurice LaMarche                | Toy Story 2                                    | Toy Story 2 (7)                                                        |
| 29.ª       | 10 de Novembro de 2001  | Alex Theatre              | Billy West                                  | Shrek                                          | Shrek (8)                                                              |
| 30.ª       | 1 de Fevereiro de 2003  | Alex Theatre              | Steve Marmel                                | Spirited Away                                  | Spirited Away, Spirit: Stallion of the Cimarron, Samurai Jack (4 cada) |
| 31.ª       | 7 de Fevereiro de 2004  | Alex Theatre              | Steve Marmel                                | Finding Nemo                                   | Finding Nemo (8)                                                       |
| 32.ª       | 30 de Janeiro de 2005   | Alex Theatre              | Tom Kenny                                   | The Incredibles                                | The Incredibles (10)                                                   |
| 33.ª       | 4 de Fevereiro de 2006  | Alex Theatre              | Tom Kenny                                   | Wallace & Gromit: The Curse of the Were-Rabbit | Wallace & Gromit: The Curse of the Were-Rabbit (10)                    |
| 34.ª       | 11 de Fevereiro de 2007 | Alex Theatre              | Tom Kenny                                   | Cars                                           | Flushed Away (5)                                                       |
| 35.ª       | 8 de Fevereiro de 2008  | Royce Hall                | Tom Kenny                                   | Ratatouille                                    | Ratatouille (9)                                                        |
| 36.ª       | 30 de Janeiro de 2009   | Royce Hall                | Tom Kenny                                   | Kung Fu Panda                                  | Kung Fu Panda (10)                                                     |
| 37.ª       | 6 de Fevereiro de 2010  | Royce Hall                | William Shatner                             | Up                                             | The Princess and the Frog, Prep & Landing, Coraline (3 each)           |
| 38.ª       | 5 de Fevereiro de 2011  | Royce Hall                | Tom Kenny                                   | How to Train Your Dragon                       | How to Train Your Dragon (10)                                          |
| 39.ª       | 4 de Fevereiro de 2012  | Royce Hall                | Patton Oswalt                               | Rango                                          | Rango, Prep & Landing: Naughty vs. Nice (4 each)                       |
| 40.ª       | 2 de Fevereiro de 2013  | Royce Hall                | Leonard Maltin Rob Paulsen Maurice LaMarche | Wreck-It Ralph                                 | Wreck-It Ralph (5)                                                     |
| 41.ª       | 1 de Fevereiro de 2014  | Royce Hall                | Patrick Warburton                           | Frozen                                         | Frozen (5)                                                             |
| 42.ª       | 31 de Janeiro de 2015   | Royce Hall                | Grey Griffin                                | How to Train Your Dragon 2                     | How to Train Your Dragon 2 (6)                                         |
| 43.ª       | 6 de Fevereiro de 2016  | Royce Hall                | Jason Marsden                               | Inside Out                                     | Inside Out (10)                                                        |
| 44.ª       | 4 de Fevereiro de 2017  | Royce Hall                | Stephanie Sheh                              | Zootopia                                       | Zootopia (6)                                                           |
| 45.ª       | 3 de Fevereiro de 2018  | Royce Hall                | Tom Kane                                    | Coco                                           | Coco (11)*                                                             |
| 46.ª       | 2 de Fevereiro de 2019  | Royce Hall                | Daran Norris                                | Spider-Man: Into the Spider-Verse              | Spider-Man: Into the Spider-Verse (7)                                  |
| 47.ª       | 25 de Janeiro de 2020   | Royce Hall                | Sem Anfritiões                              | Klaus                                          | Klaus (7)                                                              |
| 48.ª       | 16 de Abril de 2021     | Virtual                   | Sem Anfritiões                              | Soul                                           | Soul (7)                                                               |
| 49.ª       | 12 de Março de 2022     | Virtual                   | Sem Anfritiões                              | The Mitchells vs. the Machines                 | Arcane (9)*                                                            |
| 50.ª       | 25 de Fevereiro de 2023 | Royce Hall                |                                             |                                                |                                                                        |

*Detentor do recorde de mais prêmios Annie recebidos em um único ano